# 床面積
床面積（ゆかめんせき、英語: Floor area）は、建築物・建物の床の面積。法的には、建築基準法（建築物）と不動産登記法（建物）でそれぞれ定義が定められている。
また、各階の床面積の合計を延床面積（のべゆかめんせき）と呼ぶ。

## 建築基準法
建築基準法施行令第2条第1項第3項において「床面積」は「建築物の各階又はその一部で壁その他の区画の中心線で囲まれた部分の水平投影面積」と定められている。
また、同第4項において「延べ面積」は「建築物の各階の床面積の合計」と定められている。除外規定として、自動車車庫、自転車駐輪のための施設に用いる部分は床面積に算入しないと規定されている。
床面積は、建築基準法による建築確認の要件や防火上の構造の規制などに使用される。

## 不動産登記法
不動産登記法上の「床面積」は、不動産登記規則第115条において、「建物の床面積は、各階ごとに壁その他の区画の中心線（区分建物にあっては、壁その他の区画の内側線）で囲まれた部分の水平投影面積により、平方メートルを単位として定め、一平方メートルの百分の一未満の端数は、切り捨てるものとする。」と定めてられている。
区分所有建物においては、建物の区分所有等に関する法律第14条で、「各共有者の持分は、その有する専有部分の床面積の割合による。」、「床面積は、壁その他の区画の内側線で囲まれた部分の水平投影面積による。」と定められている。

## 床面積の違い

### 建築基準法と不動産登記法
上記の通り、床面積は建築基準法と不動産登記法、それぞれで定義がなされているため、同じ建物（建築物）でも床面積が、建築確認申請のものと不動産登記のもので、異なる可能性がある。一般的には、不動産登記の床面積の方が若干小さくなりやすい。

### 壁芯面積と内法面積
建築基準法や不動産登記法で規定されている「壁その他の区画の中心線で囲まれた部分の水平投影面積」は壁芯面積（かべしんめんせき、へきしんめんせき）と呼ばれる。
対して、不動産登記法で規定される区分建物の場合の「壁その他の区画の内側線で囲まれた部分の水平投影面積」は、内法面積（うちのりめんせき）と呼ばれる。

## 船舶
船舶工学では旅客船の立席や救命筏における一人当たりの最小床を床面積（Floor space）という。